# Список українських художників діаспори
|  | Службовий список статей, створений для координації робіт з розвитку теми. Це попередження не встановлюється на інформаційні списки і глосарії. |

Список Українських художників діаспори.
- В алфавітному порядку

## А
- Алтанієць Валентин (Франція)
- Аношкіна Світлана Валеріївна (Франція)
- Андрієнко-Нечитайло Михайло Федорович (Франція)
- Антонович Катерина Михайлівна (Чехія, Канада)
- Антонюк Андрій (Франція)

## Б
- Бабак Олександр (Франція)
- Бабич Андрій  (Канада)
- Бажай Василь  (Канада)
- Бірчанський Фелікс  (Німеччина)
- Бойчук Тарас  (Канада)
- Булавицький Олекса Васильович (США)

## В
- Васьков Валерій  (Португалія)
- Васькова Марита (Португалія)
- Вовк Роман (США)

## Г
- Гніздовський Яків Якович (США)
- Грищенко Олександр (Франція)
- Гуцалюк Любослав Михайлович (США)
- Гущеня Наталія

## І
- Ільчишин Володимир (США)

## К
- Коваленко Олекса (США)
- Коломиєць Анатолій (США)
- Козак Едвард Теодорович (США)
- Курилик Василь (Канада)
- Курилик Вільям (Канада)
- Кричевський Василь Григорович (Венесуела)
- Кричевський Василь Васильович (США)
- Кричевський Микола Васильович (Франція)
- Кричевська-Росандич Катерина Василівна (США)

## М
- Казимир Малевич
- Міщенко-Мицик Катерина (США)
- Монастирецький Володимир (США)
- Морозова Людмила (США)

## Н
- Назарова Світлана (Німеччина)

## О
- Олишкевич Юрій

## Х
- Хмара Анатолій

## Ч
- Чеховський Костянтин